# Caranx ruber
Caranx ruber is een straalvinnige vissensoort uit de familie van de horsmakrelen (Carangidae). De wetenschappelijke naam van de soort is voor het eerst geldig gepubliceerd in 1793 door Bloch.